# Chabrac
Chabrac (en francès Chabrac) és un municipi francès situat al departament del Charente i a la regió de la Nova Aquitània. L'any 2007 tenia 498 habitants.

## Demografia

### Població
El 2007 la població de fet de Chabrac era de 498 persones. Hi havia 211 famílies de les quals 55 eren unipersonals (37 homes vivint sols i 18 dones vivint soles), 69 parelles sense fills, 69 parelles amb fills i 18 famílies monoparentals amb fills.
La població ha evolucionat segons el següent gràfic:
Habitants censats

### Habitatges
El 2007 hi havia 260 habitatges, 214 eren l'habitatge principal de la família, 28 eren segones residències i 17 estaven desocupats. 243 eren cases i 16 eren apartaments. Dels 214 habitatges principals, 167 estaven ocupats pels seus propietaris, 42 estaven llogats i ocupats pels llogaters i 5 estaven cedits a títol gratuït; 7 tenien dues cambres, 34 en tenien tres, 75 en tenien quatre i 99 en tenien cinc o més. 194 habitatges disposaven pel capbaix d'una plaça de pàrquing. A 85 habitatges hi havia un automòbil i a 102 n'hi havia dos o més.

### Piràmide de població
La piràmide de població per edats i sexe el 2009 era:
| Homes | Edats   | Dones |
| ----- | ------- | ----- |
| 0     | 95 o +  | 0     |
| 0     | 90 a 94 | 4     |
| 12    | 85 a 89 | 8     |
| 0     | 80 a 84 | 0     |
| 20    | 75 a 79 | 16    |
| 8     | 70 a 74 | 16    |
| 12    | 65 a 69 | 20    |
| 8     | 60 a 64 | 8     |
| 8     | 55 a 59 | 8     |
| 12    | 50 a 54 | 0     |
| 20    | 45 a 49 | 8     |
| 24    | 40 a 44 | 36    |
| 28    | 35 a 39 | 16    |
| 12    | 30 a 34 | 16    |
| 8     | 25 a 29 | 12    |
| 4     | 20 a 24 | 16    |
| 20    | 15 a 19 | 12    |
| 44    | 10 a 14 | 16    |
| 8     | 5 a 9   | 4     |
| 4     | 0 a 4   | 0     |

## Economia
El 2007 la població en edat de treballar era de 308 persones, 224 eren actives i 84 eren inactives. De les 224 persones actives 211 estaven ocupades (119 homes i 92 dones) i 13 estaven aturades (6 homes i 7 dones). De les 84 persones inactives 38 estaven jubilades, 14 estaven estudiant i 32 estaven classificades com a «altres inactius».

### Ingressos
El 2009 a Chabrac hi havia 236 unitats fiscals que integraven 541 persones, la mediana anual d'ingressos fiscals per persona era de 14.142 €.

### Activitats econòmiques
Dels 11 establiments que hi havia el 2007, 4 eren d'empreses de construcció, 2 d'empreses de comerç i reparació d'automòbils, 1 d'una empresa de transport, 3 d'empreses de serveis i 1 d'una entitat de l'administració pública.
Dels 4 establiments de servei als particulars que hi havia el 2009, 1 era un taller de reparació d'automòbils i de material agrícola i 3 fusteries.
L'any 2000 a Chabrac hi havia 44 explotacions agrícoles que ocupaven un total de 1.518 hectàrees.

## Equipaments sanitaris i escolars
El 2009 hi havia una escola maternal integrada dins d'un grup escolar amb les comunes properes formant una escola dispersa.

## Poblacions més properes
El següent diagrama mostra les poblacions més properes.